# Tarachomantis confusa
Tarachomantis confusa är en bönsyrseart som beskrevs av Giglio-tos 1912. Tarachomantis confusa ingår i släktet Tarachomantis och familjen Mantidae. Inga underarter finns listade i Catalogue of Life.